# Палей, Пётр Николаевич
Пётр Николаевич Палей (1900—1975) — советский химик, специалист в области химии урана и тория, лауреат Сталинской премии (1949) и Ленинской премии (1962).
Родился 19 октября 1900 года в Житомире в семье садовника. В 1917 году окончил в Кременчуге реальное училище и поступил на отделение естественных наук Киевского университета. В 1920 году перевёлся на техно-химический факультет Кубанского политехнического института, в 1921 году — на химическое отделение Ленинградского университета, которое окончил в 1926 году. Одновременно с учёбой преподавал химию в Ленинградской пиротехнической школе.
С 1925 по 1929 годы работал в Геологическом комитете, занимался геохимией минеральных вод. С 1929 года — учёный секретарь Комиссии по минеральным водам в Центральном институте курортологии.
В 1937 году в Москве в Биогеохимической лаборатории возглавил исследования в области геохимии и аналитической химии микроэлементов. Во время Великой Отечественной войны выполнял задания Главного военно-химического управления РККА. В 1944 году защитил кандидатскую диссертацию.
С 1945 года работал в ГЕОХИ АН СССР: учёный секретарь (1945—1949), зав. лабораторией, с 1965 — зам. директора института, с 1970 года — научный консультант.
В 1955 году присуждена ученая степень доктора химических наук, в 1961 году присвоено учёное звание профессора.
Автор (соавтор) нескольких монографий, более 100 научных статей.
Участник советского атомного проекта. Лауреат Сталинской премии (1949) — за аналитические исследования урана и плутония, и Ленинской премии (1962). Награждён орденом Красной Звезды (1945); орденом Ленина (1949); тремя орденами Трудового Красного Знамени (1953, 1954, 1956 — за выполнение специального задания Правительства СССР).
Публикации:
- Аналитическая химия урана и тория. — М., 1956.
- Аналитическая химия урана. — М.: Изд. АН СССР, 1962. — 431 с.